# Frank Schischefsky
Frank Schischefsky (* 7. September 1967 in Kiel) ist freier Journalist und als Pressesprecher der Gewerkschaft ver.di im Landesbezirk Nord (Schleswig-Holstein und Mecklenburg-Vorpommern) aktiv.

## Leben
Nach seiner kaufmännischen Ausbildung bei Karstadt entwickelte er seine politischen Aktivitäten.
Zu dieser Zeit entstand auch das gewerkschaftspolitische Engagement.
Während der Ausbildung trat er in die Deutsche Angestellten-Gewerkschaft (DAG) ein.
Im Jahr 1991 begann er seine Einarbeitung als Gewerkschaftssekretär im DAG-Landesverband Hamburg.
Im Jahr 1992 wechselte er dann in den Landesverband Schleswig-Holstein und übernahm die Aufgaben des Landesjugendleiters für Schleswig-Holstein und Mecklenburg-Vorpommern.
Es folgten Tätigkeiten als Gewerkschaftssekretär im Handel und im Bereich Banken, Sparkassen und Versicherungen. Er übernahm im Landesverband der Deutschen Angestellten-Gewerkschaft Führungsaufgaben als Abteilungsleiter, Organisationsleiter und Pressesprecher.
In der Vorgründungsphase der Gewerkschaft ver.di war Schischefsky stellvertretender Landesverbandsleiter der Deutschen Angestellten-Gewerkschaft.
Im Oktober 2010 übernahm Schischefsky auch die Tätigkeit des Pressesprechers beim Handball-Bundesligisten THW Kiel, die er im Juni 2011 wieder beendete.
Am Sitz der Landesregierung in Kiel leitete er in den Jahren 2012 bis 2018 das Landesbüro Schleswig-Holstein der Gewerkschaft.
Seit dem 1. Januar 2013 ist Frank Schischefsky Mitglied des Aufsichtsrats der Provinzial NordWest Versicherungsgruppe.
Frank Schischefsky ist in Schleswig-Holstein auch als Fotograf bekannt. Er begleitete und dokumentierte Ereignisse wie das Global Economic Symposium und war über viele Jahre ein bekannter Handballfotograf in Deutschland. Im Raum Kiel ist er als Fotograf und Hypnotiseur tätig.

## Parteipolitik
Schischefsky war Mitglied der (SPD). Er führte den SPD-Ortsverein Gettorf mehrere Jahre als Vorsitzender und war Mitglied des Gewerkschaftsrats der Partei in Schleswig-Holstein. Er war Mitglied des Kreisvorstands der SPD Rendsburg-Eckernförde. Seit dem Jahr 2019 ist er parteilos.